# Distrito 4 (Nebraska)
El distrito 4 (en inglés, District 4) es una subdivisión territorial inactiva del condado de Webster, Nebraska, Estados Unidos. Según el censo de 2020, tiene una población de 593 habitantes.

## Geografía
La subdivisión está ubicada en las coordenadas 40°19′59″N 98°26′50″O / 40.33306, -98.44722 (40.333083, -98.447268). Según la Oficina del Censo de los Estados Unidos, tiene una superficie total de 1.70 km², correspondientes en su totalidad a tierra firme.

## Demografía
Según el censo de 2020, hay 593 personas residiendo en la zona. La densidad de población es de 348.82 hab./km². El 94.1% de los habitantes son blancos, el 0.5% son afroamericanos, el 0.5% son asiáticos, el 0.7% son de otras razas y el 4.2% son de una mezcla de razas. Del total de la población, el 2.2% son hispanos o latinos de cualquier raza.